# Tipula (Pterelachisus) camillerii
Tipula (Pterelachisus) camillerii is een tweevleugelige uit de familie langpootmuggen (Tipulidae). De soort komt voor in het Oriëntaals gebied.